# Costanza Manuel
Costanza Manuel de Villena, Constanza in spagnolo, in asturiano e in galiziano, Constança, in portoghese e in catalano, Gonstanza in aragonese, Konstantza in basco, Kostanze in tedesco e Constance in francese, in fiammingo e inglese (tra il 1318 e il 1323 – Santarém, 18 novembre 1345), fu regina consorte di Castiglia e León dal 1325 al 1327 e poi consorte dell'erede al trono di Portogallo dal 1339 al 1345.

## Origine[1][2][3]
Figlia primogenita dello scrittore e uomo politico, Giovanni Emanuele di Castiglia (discendente di Ferdinando III di Castiglia, che era suo nonno, mentre Alfonso X di Castiglia era suo zio) e della sua seconda moglie, Costanza d'Aragona (1300-1327), figlia del re d'Aragona Giacomo II.

## Biografia
Costanza ed il fratello Fernando Manuel (D. Fernando Manuel, D. Constanza) sono citati nel Nobiliario di Pietro, conte di Barcelos come figli di Giovanni Emanuele di Castiglia (D. Juan Manuel) e della moglie, Bianca de la Cerda (D. Blanca de la Cerda), nipore del Diseredato, Ferdinando de la Cerda.

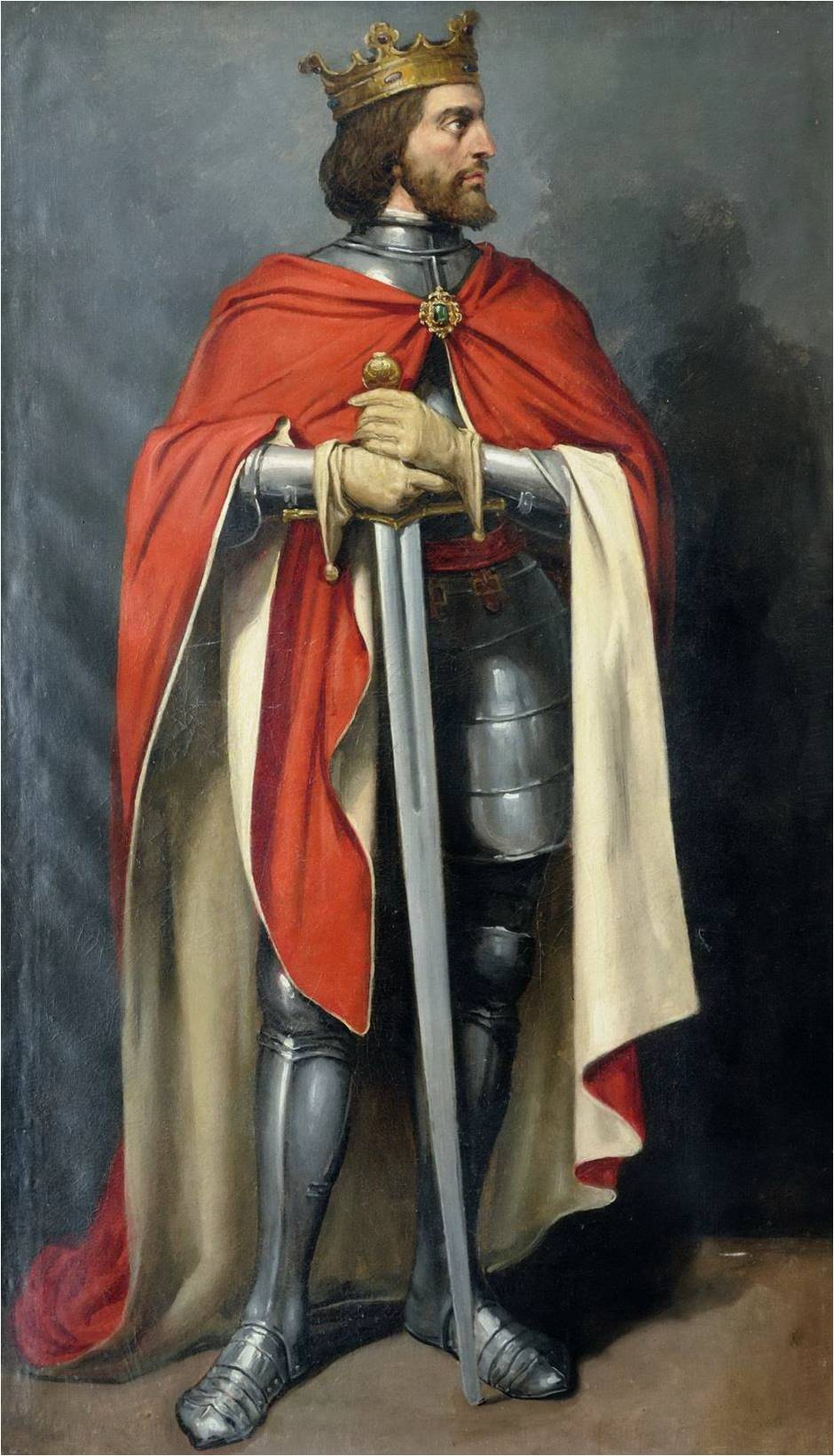
Alfonso XI

Nel 1325, il 28 novembre, a Valladolid, il padre sposò Costanza, ancora bambina, al giovane, non ancora maggiorenne, re di Castiglia e León, Alfonso XI, unico figlio maschio del re di Castiglia e León, Ferdinando IV di Castiglia e della regina Costanza del Portogallo, figlia, a sua volta, di Dionigi del Portogallo e di Isabella di Aragona.
Il matrimonio tra il re di Castiglia e Costanza (Regina Dna Constantia, filia…Dni Joannis filii Infantis Dni Emmanuelis) è confermato dal Chronicon Domini Joannis Emmanuelis.
Data la giovanissima età della sposa il matrimonio non fu consumato.
Nel 1327, dato che Alfonso era interessato alla principessa Maria del Portogallo ripudiò Costanza, la relegò nel castello della città di Toro e fece in modo che il matrimonio nello stesso anno fosse dichiarato nullo.

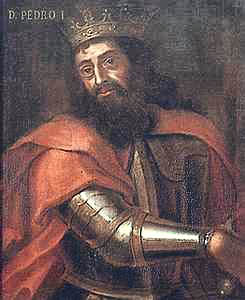
Pietro I

Nel 1328 Alfonso si sposò con Maria di Portogallo, figlia del re del Portogallo Alfonso IV e della regina Beatrice di Castiglia e nel contempo concordò, con il consenso di Giovanni Emanuele di Castiglia, padre di Costanza, il matrimonio della stessa Costanza, sua ex moglie, con il fratello di Maria, l'erede al trono del Portogallo, Pietro, che aveva circa la stessa età di Costanza.
Nel 1336, il matrimonio tra Costanza e Pietro fu celebrato nel convento di San Francesco a Évora, solo per procura, perché Alfonso impedì alla sposa di lasciare la città di Toro, per cui tra il Portogallo e la Castiglia si innescò un nuovo problema su una situazione già tesa (la relazione di Alfonso XI con Eleonora di Guzmán non era gradita in Portogallo), che portò a una guerra di cui approfittarono i Merinidi per portare a loro volta la guerra alla Castiglia.
Questa minaccia portò tutti a più miti consigli e finalmente il matrimonio tra Costanza e l'erede al trono del Portogallo, Pietro poté essere nuovamente celebrato, con entrambi gli sposi presenti, a Lisbona, il 24 agosto 1339.
Il matrimonio è confermato nel Nobiliario di Pietro, conte di Barcelos, che era lo zio dell'erede al trono del Portogallo, Pietro, figlio quartogenito del re del Portogallo Alfonso IV e della Principessa di Castiglia, Beatrice di Castiglia..
Costanza ricevette in dono dal re suo suocero la signoria sulle città di Montemor-o-Novo, Alenquer e Viseu.
Tra le dame di compagnia che Costanza aveva portato in Portogallo vi era una giovane galiziana, Inés de Castro che si innamorò dell'erede al trono, Pietro la ricambiò innamoradosi perdutamente di lei, trascurando la moglie.
A nulla valsero le raccomandazioni e gli ammonimenti che il re Alfonso IV fece al figlio; sembra che alla nascita del primo figlio di Pietro e Costanza, Luigi, Costanza, per porre fine alla relazione, abbia fatto fare la madrina di battesimo a Inés, in quanto la relazione tra la madrina e il padre del bambino era ritenuta incestuosa.
Luigi però morì dopo pochi giorni e la relazione tra Pietro e Inés proseguì, finché il re Alfonso IV, nel 1344, relegò Inés ad Alburquerque, città sull confine tra la Castiglia e il Portogallo.
Dopo aver dato alla luce un secondo figlio (una femmina), Costanza, nel 1345, diede a Pietro un altro maschio, Ferdinando; poco dopo il parto, il 18 novembre dello stesso anno, Costanza morì nella città di Santarém, dove fu sepolta.

## Figli[3][6][7][8]
Costanza a Pietro diede tre figli:
- Luigi del Portogallo (Lisbona, 27 febbraio 1340-Lisbona, 6 marzo 1340)
- Maria del Portogallo, sposò il principe Ferdinando d'Aragona, figlio d'Alfonso IV il Benigno
- Ferdinando, re del Portogallo

## Ascendenza
|                               |                      |                         | Genitori              |  |  | Nonni |  |  | Bisnonni                    |  |  | Trisnonni          |  |
|                               |                      |                         |                       |  |  |       |  |  | Ferdinando III di Castiglia |  |  | Alfonso IX di León |  |
|                               |                      |                         |                       |  |  |       |  |  | Ferdinando III di Castiglia |  |  | Alfonso IX di León |  |
|                               |                      | Berenguela di Castiglia |                       |  |  |       |  |  | Ferdinando III di Castiglia |  |  |                    |  |
| Manuele Giovanni di Castiglia |                      |                         |                       |  |  |       |  |  | Ferdinando III di Castiglia |  |  |                    |  |
|                               |                      | Beatrice di Svevia      | Filippo di Svevia     |  |  |       |  |  |                             |  |  |                    |  |
|                               |                      | Beatrice di Svevia      | Filippo di Svevia     |  |  |       |  |  |                             |  |  |                    |  |
|                               |                      | Beatrice di Svevia      | Irene Angela          |  |  |       |  |  |                             |  |  |                    |  |
| Giovanni Manuele di Castiglia |                      | Beatrice di Svevia      |                       |  |  |       |  |  |                             |  |  |                    |  |
|                               |                      | Amedeo IV di Savoia     | Tommaso I di Savoia   |  |  |       |  |  |                             |  |  |                    |  |
|                               |                      | Amedeo IV di Savoia     | Tommaso I di Savoia   |  |  |       |  |  |                             |  |  |                    |  |
|                               |                      | Amedeo IV di Savoia     | Margherita di Ginevra |  |  |       |  |  |                             |  |  |                    |  |
| Beatrice di Savoia            |                      | Amedeo IV di Savoia     |                       |  |  |       |  |  |                             |  |  |                    |  |
|                               |                      | Cecilia del Balzo       | Barral del Balzo      |  |  |       |  |  |                             |  |  |                    |  |
|                               |                      | Cecilia del Balzo       | Barral del Balzo      |  |  |       |  |  |                             |  |  |                    |  |
|                               |                      | Cecilia del Balzo       | Sibilla d'Anduze      |  |  |       |  |  |                             |  |  |                    |  |
| Costanza Manuel               |                      | Cecilia del Balzo       |                       |  |  |       |  |  |                             |  |  |                    |  |
|                               | Pietro III d'Aragona | Giacomo I d'Aragona     |                       |  |  |       |  |  |                             |  |  |                    |  |
|                               | Pietro III d'Aragona | Giacomo I d'Aragona     |                       |  |  |       |  |  |                             |  |  |                    |  |
|                               | Pietro III d'Aragona | Iolanda d'Ungheria      |                       |  |  |       |  |  |                             |  |  |                    |  |
| Giacomo II d'Aragona          | Pietro III d'Aragona |                         |                       |  |  |       |  |  |                             |  |  |                    |  |
|                               |                      | Costanza II di Sicilia  | Manfredi di Sicilia   |  |  |       |  |  |                             |  |  |                    |  |
|                               |                      | Costanza II di Sicilia  | Manfredi di Sicilia   |  |  |       |  |  |                             |  |  |                    |  |
|                               |                      | Costanza II di Sicilia  | Beatrice di Savoia    |  |  |       |  |  |                             |  |  |                    |  |
| Costanza d'Aragona            |                      | Costanza II di Sicilia  |                       |  |  |       |  |  |                             |  |  |                    |  |
|                               |                      | Carlo II d'Angiò        | Carlo I d'Angiò       |  |  |       |  |  |                             |  |  |                    |  |
|                               |                      | Carlo II d'Angiò        | Carlo I d'Angiò       |  |  |       |  |  |                             |  |  |                    |  |
|                               |                      | Carlo II d'Angiò        | Beatrice di Provenza  |  |  |       |  |  |                             |  |  |                    |  |
| Bianca di Napoli              |                      | Carlo II d'Angiò        |                       |  |  |       |  |  |                             |  |  |                    |  |
|                               |                      | Maria Arpad d'Ungheria  | Stefano V d'Ungheria  |  |  |       |  |  |                             |  |  |                    |  |
|                               |                      | Maria Arpad d'Ungheria  | Stefano V d'Ungheria  |  |  |       |  |  |                             |  |  |                    |  |
|                               |                      | Maria Arpad d'Ungheria  | Elisabetta dei Cumani |  |  |       |  |  |                             |  |  |                    |  |
|                               |                      | Maria Arpad d'Ungheria  |                       |  |  |       |  |  |                             |  |  |                    |  |

## Teatro
Costanza Manuel e Inés de Castro sono le protagoniste femminili della tragedia di Alejandro Casona Corona de amor y muerte che fu rappresentata nel teatro Odeón di Buenos Aires nel 1955.